# Michalská (Bratislava)
Michalská ulice (německy Michaelergasse, maďarsky Mihály-utca) je ulice v bratislavském Starém Městě, situovaná pod Michalskou bránou. Její pokračování směrem od Sedlářské k Strakově tvoří ulice Ventúrská.
Nachází se zde Segnerova kurie, Jeseňákův palác a Palác Uherské královské komory.
V blízkosti jsou:
- Hlavní náměstí
- Sedlářská ulice
- Klariská ulice
- Ventúrská ulice
- Bílá ulice
- Baštová ulice
- Zámečnická ulice

## Obyvatelé
V domě č.2. na Michalské ulici se narodil Franz Wimmer, slovenský architekt.

## Galerie

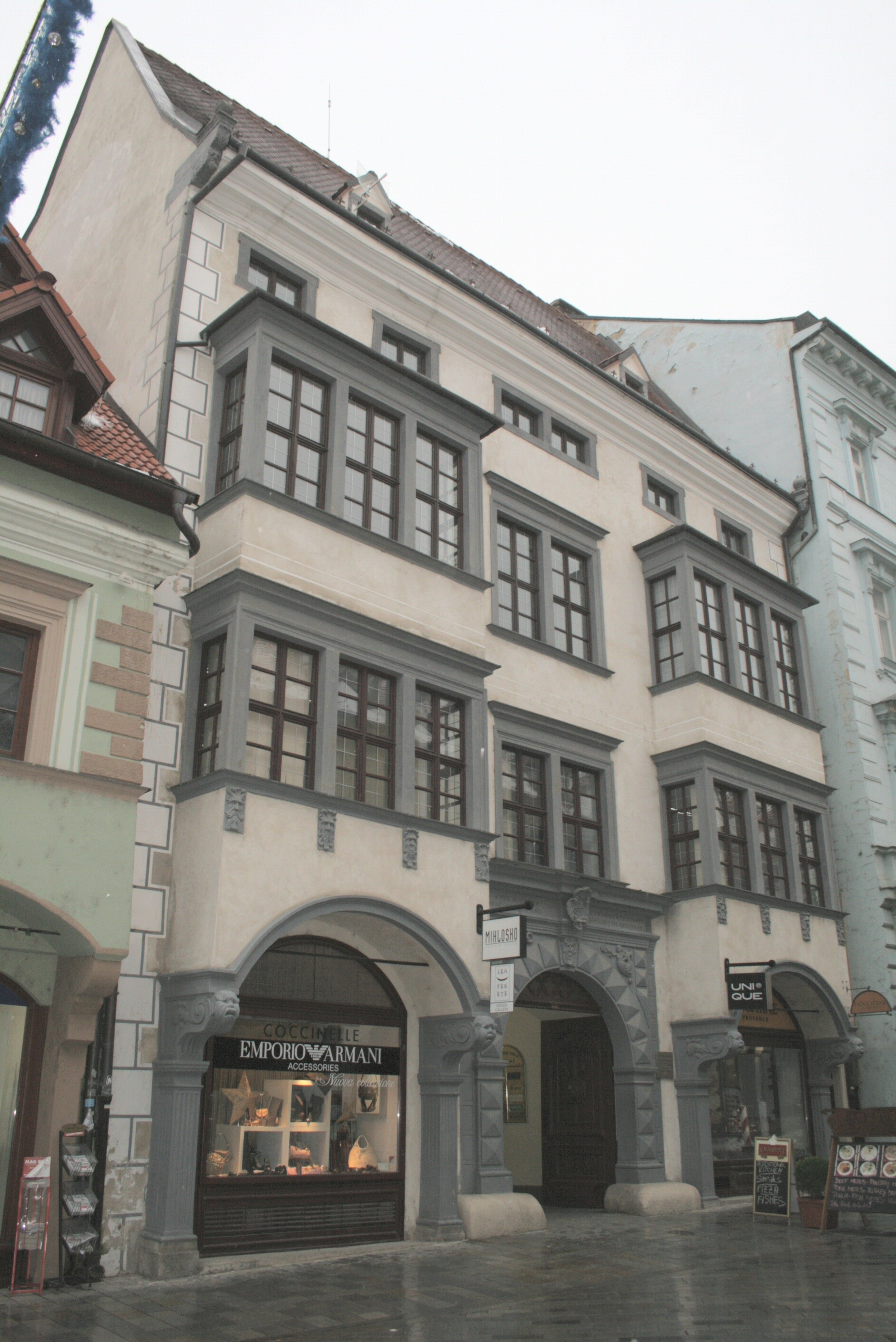
Segnerova kúria
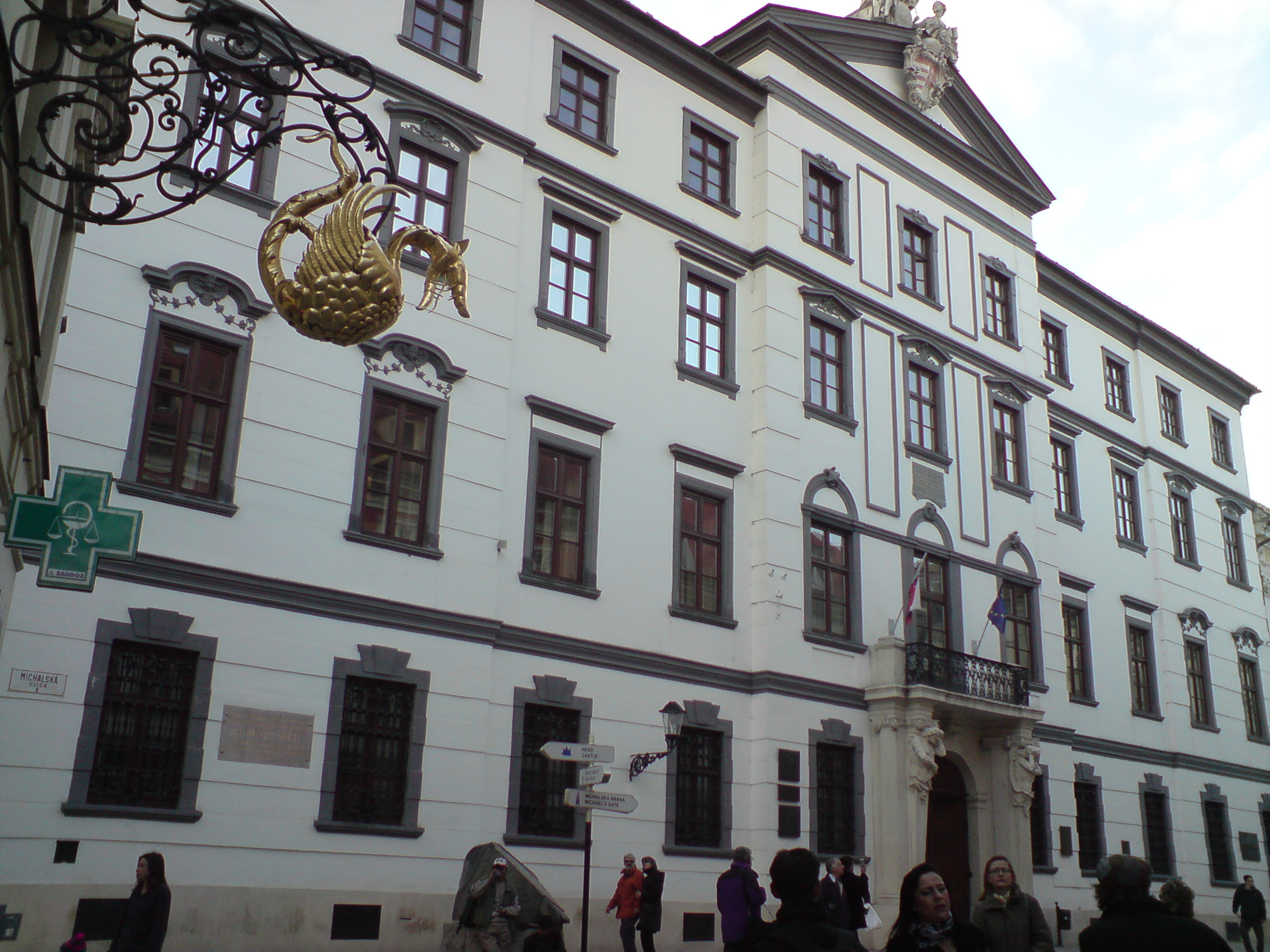
Palác Uhorskej kráľovskej komory